# Urdiain
Urdiain è un comune spagnolo di 664 abitanti situato nella comunità autonoma della Navarra.